# Вулиця Рудненська
Ву́лиця Рудне́нська — вулиця у Залізничному районі Львова, в місцевості Левандівка. Починається від шляхопроводу на вулиці Сяйво, йде паралельно до залізничної колії та на своєму шляхові утворює перехрестя з вулицею Гніздовського, а закінчується глухим кутом, поблизу станції П’ятий парк. Прилучаються вулиці Орельська, Гайова, Кондратюка, Чагарникова та Курмановича.

## Назва
- 1874—1894 — частина вулиці Бялоґорска дрога, назву отримала через те, що вела до підміського села Білогорщі.
- 1894—1931 — Костюшка (Левандівка), на честь політичного діяча Речі Посполитої, керівника визвольного повстання 1794 року, національного героя Польщі Тадеуша Костюшка.
- 1931—1944 — Бялоґорска.
- 1944—1992 — Білогорська.
- Від 1992 — Рудненська, на честь селища Рудне.

## Забудова
На вулиці переважає промислова забудова, хоча і є декілька одно- та двоповерхових будинків, збудованих в стилі польського  конструктивізму 1930-х років, а також одноповерхових будинків садибного типу. 
№ 8 — територія колишнього львівського міського молочного заводу, який працював від 1964 року, припинив свою діяльність у 2009 році. Тоді ж на заводі було демонтоване і вивезене все обладнання. Останніми роками свого існування виробляв молочну продукцію під торговою маркою «КОМО». 2017 року власники заводу й відповідної земельної ділянки виступили з ініціативою звести на його місці житловий квартал. Відповідні містобудівні умови та обмеження на проєктування об'єкта будівництва затвердили під час засідання виконавчого комітету Львівської міської ради 26 жовтня 2018 року. Тепер на місці колишнього молокозаводу корпорація «Ріел груп» збудує житловий квартал «Ріел Сіті» із громадськими будівлями, садочком, початковою школою, підземним на наземним паркінгом. Паркінг буде розрахований на 900 автомобілів, а сам житловий квартал зможе вмістити до 3470 мешканців. Реалізувати проєкт планують за 10 років.
На вулиці Рудненській, 8 розпочали зведення початкової школи з дитячим садком. 3 квітня 2024 року з нагоди старту будівництва на місці майбутнього закладу освіти заклали капсулу. Будівництво школи та садочка планують закінчити за два роки. Будівля початкової школи та садочка матиме два поверхи та площу до 5 тис. м². У проєкті будівлі передбачено басейн, укриття, класи для навчання, а також для відпочинку. Загалом у садочку та школі буде орієнтовно 270 місць для дітей.
№ 10 — Львівське казенне експериментальне підприємство засобів пересування i протезування, заснованого 1921 року. Це була маленька майстерня, де виготовляли невелику кількість досить примітивних протезів. Розташовувалась вона неподалік церкви святої Анни на вулиці Замкненій. У 1976 році на тодішній вулиці Білогорській, 10 для потреб підприємства збудована чотириповерхова будівля, де воно знаходиться й донині. Окрім нових приміщень та розширених цехів, на підприємстві запрацював стаціонар для пацієнтів з спортивною залою, де вони вчаться заново ходити та розроблюють м'язи і залом відпочинку та їдальнею. У стаціонарі передбачено 24 ліжко-місця. Спортивний зал обладнаний багатьма ситуативними тренажерами: доріжка з поруччям для початкового звикання та розходжування протезу, сходи для тренування підйому та спуску, велотренажер тощо.
№ 12 — у будинку міститься науково-технічне ПП «Галекоресурс», що надає екологічні послуги зі збору та утилізації відпрацьованих люмінесцентних ламп, та ртутних сполук (термометрів).
№ 14-А — від 2001 року у будинку розташований готельно-ресторанний комплекс «Бумеранг».
№ 32 — тут розташований сільськогосподарський обслуговуючий кооператив «Фермерська родина».
№ 32 — тут розташований виробничий підрозділ «Пасажирське вагонне депо Львів» регіональної філії «Львівська залізниця» ПАТ «Укрзалізниця».
Крім того на Рудненській розташовано ряд різноманітних підприємств та фірм, автозаправок, автомийок та станцій технічного обслуговування автомобілів, зокрема «Газавтосервіс» (вул. Рудненська, 30), ПП «Ексім-авто» і СТО «Автомотосервіс» (вул. Рудненська, 14-А), АЗС «Укрнафта» (вул. Рудненська, 14).

## Транспорт
Відповідно до нової транспортної схеми, яка була запроваджена у Львові у 2012 році вулицею Рудненською курсував один маршрутний автобус № 18, що сполучав вулиці Збиральну та Богданівську. Станом, на вересень 2021 року, вул. Рудненську з центром міста сполучає маршрутне таксі № 17.
2019 року виконком ЛМР погодив рішення про проєктування нової розв'язки у районі вулиць Городоцької та Сяйво. Там облаштують квазі-кільце. Рух реорганізують, аби зменшити затори на цій ділянці та налагодити транспортне сполучення до нового житлового масиву компанії «Ріел», що будується на вулиці Рудненській. Компанія «Ріел» замовила та профінансує проєкт. ЛКП «Львівавтодор» розробив транспортне моделювання вулиці Рудненської та напрацював ескіз облаштування квазі-кільця у районі вищезазначених вулиць. Робочий проєкт робитиме ЛКП «Інститут просторового розвитку».